# Pezá
Pezá, en grec moderne : Πεζά, est un village du dème d'Archánes-Asteroússia, dans le district régional de Héraklion, de la Crète, en Grèce. Selon le recensement de 2011, la population de Pezá compte 441 habitants.
Le village est situé à une altitude de 310 mètres.

## Recensements de la population
| Recensements | 1900 | 1920 | 1928 | 1940 | 1951 | 1961 | 1971 | 1981 | 1991 | 2001 | 2011 |
| ------------ | ---- | ---- | ---- | ---- | ---- | ---- | ---- | ---- | ---- | ---- | ---- |
| Population   | 222  | 341  | 379  | 382  | 355  | 384  | 387  | 383  | /    | 426  | 441  |